# Star City (Arkansas)
Star City é uma cidade localizada no estado americano de Arkansas, no Condado de Lincoln.

## Demografia
Segundo o censo americano de 2000, a sua população era de 2471 habitantes.
Em 2006, foi estimada uma população de 2280, um decréscimo de 191 (-7.7%).

## Geografia
De acordo com o United States Census Bureau, a localidade tem uma área de 10,9 km², sem área coberta por água. Star City localiza-se a aproximadamente 55 m acima do nível do mar.

## Localidades na vizinhança
O diagrama seguinte representa as localidades num raio de 40 km ao redor de Star City.